# Jan Willem Kelder

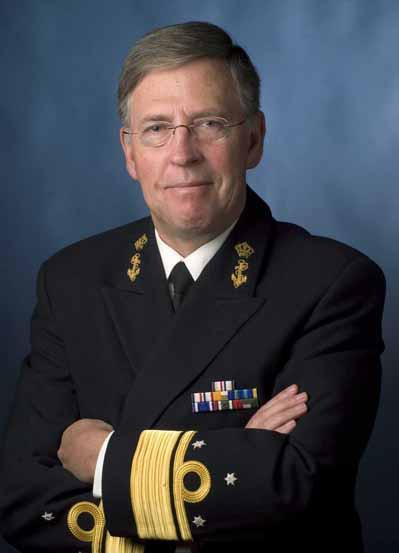
Jan Willem Kelder

Jan Willem Kelder (Semarang, 31 mei 1949 – Den Haag, 7 maart 2021) was een Nederlands officier bij de Koninklijke Marine. Van 2005 tot 2007 was hij commandant Zeestrijdkrachten in de rang van viceadmiraal.

## Loopbaan
Kelder volgde zijn opleiding op het Koninklijk Instituut voor de Marine en de opleiding Hogere Krijgskundige Vorming  op de Marine Stafschool. Hij was commandant op fregatten en nam zo deel aan de operaties Desert Shield en Desert Storm tijdens de Golfoorlog van 1990-1991.
In 2005 werd hij bevorderd tot viceadmiraal en commandant Zeestrijdkrachten. In 2009 ging hij met functioneel leeftijdsontslag.
Van 2009 tot 2015 was Kelder lid van de raad van bestuur van TNO. In de periode 2014-2015 was hij voorzitter van diezelfde raad van bestuur en CEO a.i.